# Jörg Baltes

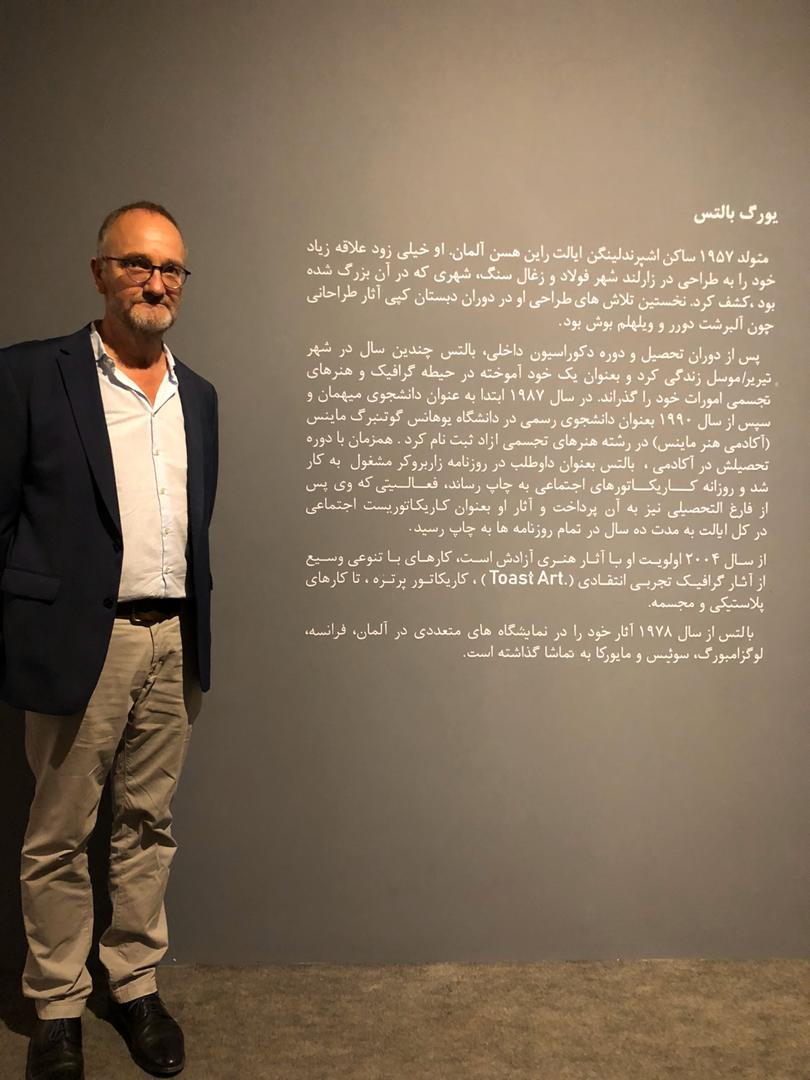
Jörg Baltes at an exhibition in Teheran, Iran, 2019

Jörg Baltes (* 26. November 1957 in Völklingen) ist ein deutscher Zeichner, Grafiker, Karikaturist und Bildhauer.

## Leben
Geboren als zweiter Sohn einer Arbeiterfamilie, brach Baltes das Gymnasium nach der 9. Klasse ab und begann eine Lehre als Innendekorateur. In seiner Jugend begann er, als Autodidakt zu zeichnen, beispielsweise Plakate für Veranstaltungen der KSJ. In den 1970er Jahren hatte Jörg Baltes erste Einzelausstellungen in Trier und Luxemburg, später in Linz am Rhein (1990), Mainz (1992, 1999, 2009, 2017), Sprendlingen (1999, 2008, 2013, 2023), Berlin (2001, 2002, 2011) Südfrankreich (2009), Teheran (2019). Im Jahr 2008 erschien mit „Blindtext - Zeichnungen“ das erste Buch mit Werken der ersten 30 Jahre seines Schaffens. Anschließend wendete sich Baltes experimentellen Techniken zu, darunter das Drucken auf Toastbrot.
Nach jahrelanger Arbeit als freischaffender Karikaturist für Tageszeitungen begann Baltes 1987 ein Studium der Bildenden Künste an der Johannes-Gutenberg-Universität Mainz, das er laut eigenen Angaben 1995 abschloss.
Mit Stand November 2023 lebt er im rheinhessischen Sprendlingen.

## Werk
Jörg Baltes Werk (eigenen Angaben zufolge darunter ca. 3000 Karikaturen) umfasst unter anderen Techniken Acrylmalerei, Aquarell, Bleistift, Bronze, Collage, Farbstift, Federzeichnung, Gouache, geschabter Röntgenfilm, Pastell, Plastilin, Radierung, Schabkarton, Schaumplattendruck, Toast- und andere Objekte sowie Trickfilm. Darüber hinaus ist Jörg Baltes auch als Illustrator tätig. Baltes Stil beschreibt die Kunsthistorikerin Dr. Jutta Bacher im Buch „Blindtext – Zeichnungen“ wie folgt:
„Viele seiner Werke sind in bester kunsthistorischer Tradition Capricci, phantastische, grillenhafte Darstellungen also, oft kombiniert mit einem Blick für typische menschliche Verhaltensweisen, Mimik und Gestik. Szenische Konstellationen und grafische Strukturen der Bilder verwebt der Künstler je nach Gutdünken zu neuen Kombinationen“

## Auszeichnungen (Auswahl)
- 1992: erster Preis „Kunst und Archiv“
- 1999: Kulturpreis des Landkreises Mainz-Bingen
- 2000: Preisträger der Kunstpreisverleihung Sport-Toto